# Jazda po muldach

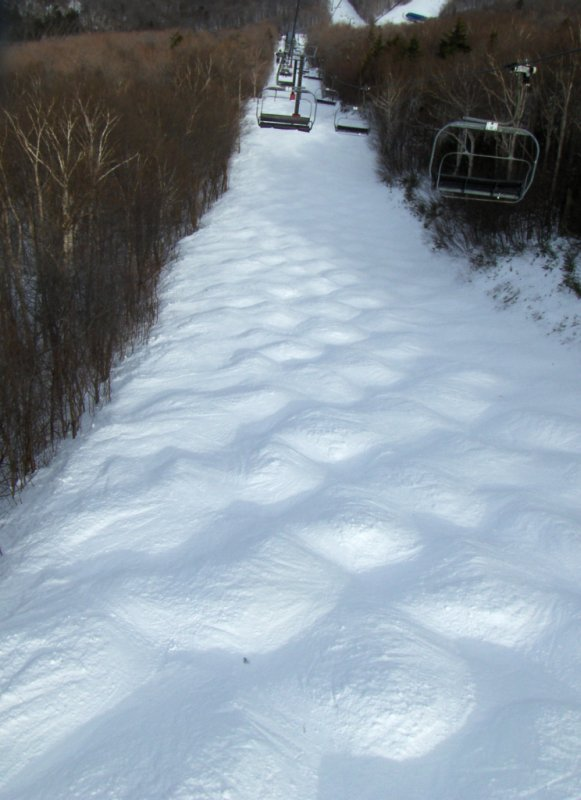
Typowe muldy.

Jazda po muldach – jedna z dwóch podstawowych konkurencji narciarstwa dowolnego. Polega ona na przejeździe zawodnika przez 250-metrowy stok pokryty muldami, w jak najkrótszym czasie. Na trasie zjazdu znajdują się dwie skocznie, na których zawodnik wybija się i wykonuje w powietrzu ewolucje. Zawodnik zostaje sklasyfikowany na podstawie czasu przejazdu oraz ocen sędziowskich za wykonane ewolucje. Podczas każdego z wyskoków zawodnik wykonuje dwie lub trzy różne figury.

## Podstawowe figury
- orzeł: zawodnik prostuje nogi w kolanach i trzyma je szeroko, podczas gdy rękami przytrzymuje się pod boki; zawodnik podczas wykonywania tej ewolucji przypomina orła
- helikopter: zawodnik po wybiciu obraca się wokół własnej osi
- twister: zawodnik obraca się w powietrzu, robi to jednak przekładając nogi po przekątnej
- kozak: zawodnik trzymając nogi proste w kolanach wykonuje szpagat w powietrzu
- daffy: zawodnik unosi jedną nogę prostą w kolanie do przodu, drugą ugina do tyłu
- backscratcher: zawodnik obie nogi ugina do tyłu tak, że tyłem nart dotyka własnych pleców.